# Australië op de Olympische Winterspelen 1956
Tijdens de Olympische Winterspelen van 1956, die in Cortina d'Ampezzo (Italië) werden gehouden, nam Australië voor de derde keer deel.

## Deelnemers en resultaten

### Alpineskiën
| Olympiër         | Discipline       | Resultaat | Prestatie                                            |
| ---------------- | ---------------- | --------- | ---------------------------------------------------- |
| Anthony Aslangul | reuzenslalom (m) | 69e       | 4.09,0 (+1.08,9)                                     |
| Anthony Aslangul | slalom (m)       | DSQ       | gediskwalificeerd                                    |
| Bill Day         | afdaling (m)     | 35e       | 4.02,0 (+1.09,8)                                     |
| Bill Day         | reuzenslalom (m) | 61e       | 3.56,9 (+56,8)                                       |
| Bill Day         | slalom (m)       | DSQ       | gediskwalificeerd                                    |
| Frank Prihoda    | reuzenslalom (m) | 80e       | 4.31,2 (+1.31,1)                                     |
| Frank Prihoda    | slalom (m)       | 54e       | run 1: 2.54,3 run 2: 2.43,2 totaal: 5.37,5 (+2.22,8) |
| James Walker     | reuzenslalom (m) | 84e       | 5.21,0 (+2.20,9)                                     |
|                  |                  |           |                                                      |
| Christine Davy   | afdaling (v)     | 39e       | 2.01,6 (+20,9)                                       |
| Christine Davy   | reuzenslalom (v) | 37e       | 2.17,3 (+20,8)                                       |
| Christine Davy   | slalom (v)       | 33e       | run 1: 1.26,1 run 2: 1.21,5 totaal: 2.47,6 (+55,3)   |

### Kunstrijden
| Olympiër       | Discipline | Resultaat | Prestatie                         |
| -------------- | ---------- | --------- | --------------------------------- |
| Allan Ganter   | mannen     | 13e       | pc. 114,0; totaal: 132,410 punten |
| Charles Keeble | mannen     | 16e       | pc. 137,0; totaal: 123,930 punten |

### Schaatsen
| Olympiër     | Discipline   | Resultaat | Prestatie         |
| ------------ | ------------ | --------- | ----------------- |
| Colin Hickey | 500 m (m)    | 7e        | 41,9 (+1,7)       |
| Colin Hickey | 1500 m (m)   | 7e        | 2.11,8 (+3,2)     |
| Colin Hickey | 5000 m (m)   | 14e       | 8.10,0 (+21,3)    |
| Colin Hickey | 10.000 m (m) | 27e       | 17.45,6 (+1.09,7) |

Australië · België · Bolivia · Bulgarije · Canada · Chili · Duits eenheidsteam · Finland · Frankrijk · Griekenland · Groot-Brittannië · Hongarije · IJsland · Iran · Italië · Japan · Joegoslavië · Libanon · Liechtenstein · Nederland · Noorwegen · Oostenrijk · Polen · Roemenië ·  Sovjet-Unie · Spanje · Tsjecho-Slowakije · Turkije · Verenigde Staten · Zuid-Korea · Zweden · Zwitserland